# Guillaume d'Arche
Guillaume d'Arche, né à Bordeaux le 1er août 1702 et mort à Bayonne le 13 octobre 1774, est un ecclésiastique qui fut évêque de Bayonne de 1745 à1774.

## Biographie
Guillaume d'Arche nait à Bordeaux ; il est le fils de François d'Arche ou Darche (mort en 1738), conseiller et procureur général à la Cour des aides et de Catherine du Paty. On ne connait pas sa formation mais il devient doyen du chapitre de chanoines de la cathédrale Saint-André de Bordeaux puis vicaire général et pourvu en commende de l'abbaye de la Roë en 1730 par résignation de son oncle en sa faveur, avant d'être nommé évêque de Bayonne en 1745. Confirmé le 19 juillet, il est consacré par l'archevêque de Bordeaux.
Guillaume d’Arche introduit la liturgie néo-gallicane. Il publia donc le rituel de la province d’Auch à l’usage du diocèse de Bayonne à l'occasion du jubilé de 1751, le bréviaire en 1753, le missel en 1755, le vespéral et le livre d’église en 1756. En 1749, il fut également député de la province ecclésiastique d’Auch à l’assemblée générale du clergé de France où il défend avec succès les intérêts de sa province. Il est auteur d’un Abrégé des principes de morale, paru en 1762, année où il soutient les Jésuites.
L’évêque fait effectuer des modifications importantes à l’intérieur de la cathédrale de Bayonne : le maître-autel est refait en marbre d’après les dessins du peintre Joseph Vernet. Les marbres sculptés par Verdiguier, directeur de l’académie de Marseille, sont transportés de Marseille jusqu’à Bayonne. Le nouvel autel est solennellement consacré le 29 juin 1761. Sa garniture est réalisée par Guilbert, « sculpteur du Roi » à Paris. La chaire est  sculptée dans de l’acajou. En 1765 il fait mettre en place les tableaux de Lépicié, Caresme, Brenet, Bardin, membres de l’Académie de peinture, commandés par Joseph Vernet pour le comte d’Arche.